# بزهي (بوئين)
بزهي (بالفارسية: بژی) هي مستوطنة تقع في إيران في قسم بوئین الريفي. يقدر عدد سكانها بـ 199 نسمة .